# Доласкеді
Доласкеді (груз. დოლასქედი) — село в Грузії.
За даними перепису населення 2014 року в селі проживає 77 осіб.